# Eulampis
Eulampis é um género de beija-flor da família Trochilidae.
Este género contém as seguintes espécies:
- Eulampis holosericeus (Linnaeus, 1758) - beija-flor-das-caraíbas-de-garganta-verde, beija-flor-caribenho-verde, colibri-caribenho-verde
- Eulampis jugularis (Linnaeus, 1766) - colibri-caribenho-roxo, beija-flor-caribenho-roxo